# Gran Premio d'Argentina 1953
Il Gran Premio d'Argentina 1953 è stata la prima prova della stagione 1953 del campionato mondiale di Formula 1. La gara si è tenuta domenica 18 gennaio sul circuito di Buenos Aires ed è stata vinta dall'italiano Alberto Ascari su Ferrari, al nono successo in carriera; Ascari ha preceduto all'arrivo uno dei suoi compagni di squadra, il connazionale Luigi Villoresi, e l'argentino José Froilán González su Maserati.
Per Alberto Ascari è il quarto Grand Chelem (pole position, giro veloce e vittoria del Gran Premio conducendo tutti i giri in testa) in carriera in Formula 1.

## Vigilia

### Aspetti tecnici
Per la stagione 1953 del campionato mondiale di Formula 1 viene mantenuto il regolamento tecnico della Formula 2, in vigore già dal 1952.
Il circuito utilizzato per questo nuovo Gran Premio è l'Autódromo 17 de Octubre di Buenos Aires, capitale argentina. Si tratta di un circuito permanente voluto dall'allora presidente dell'Argentina Juan Domingo Perón, realizzato all'interno di un parco del barrio di Villa Riachuelo e inaugurato il 9 marzo 1952. La pista dispone di 10 varianti, delle quali per il Gran Premio è stata usata la numero 2, lunga 3 912 m, composta da 12 curve, 6 a destra e 6 a sinistra, e da percorrere in senso orario.

### Aspetti sportivi

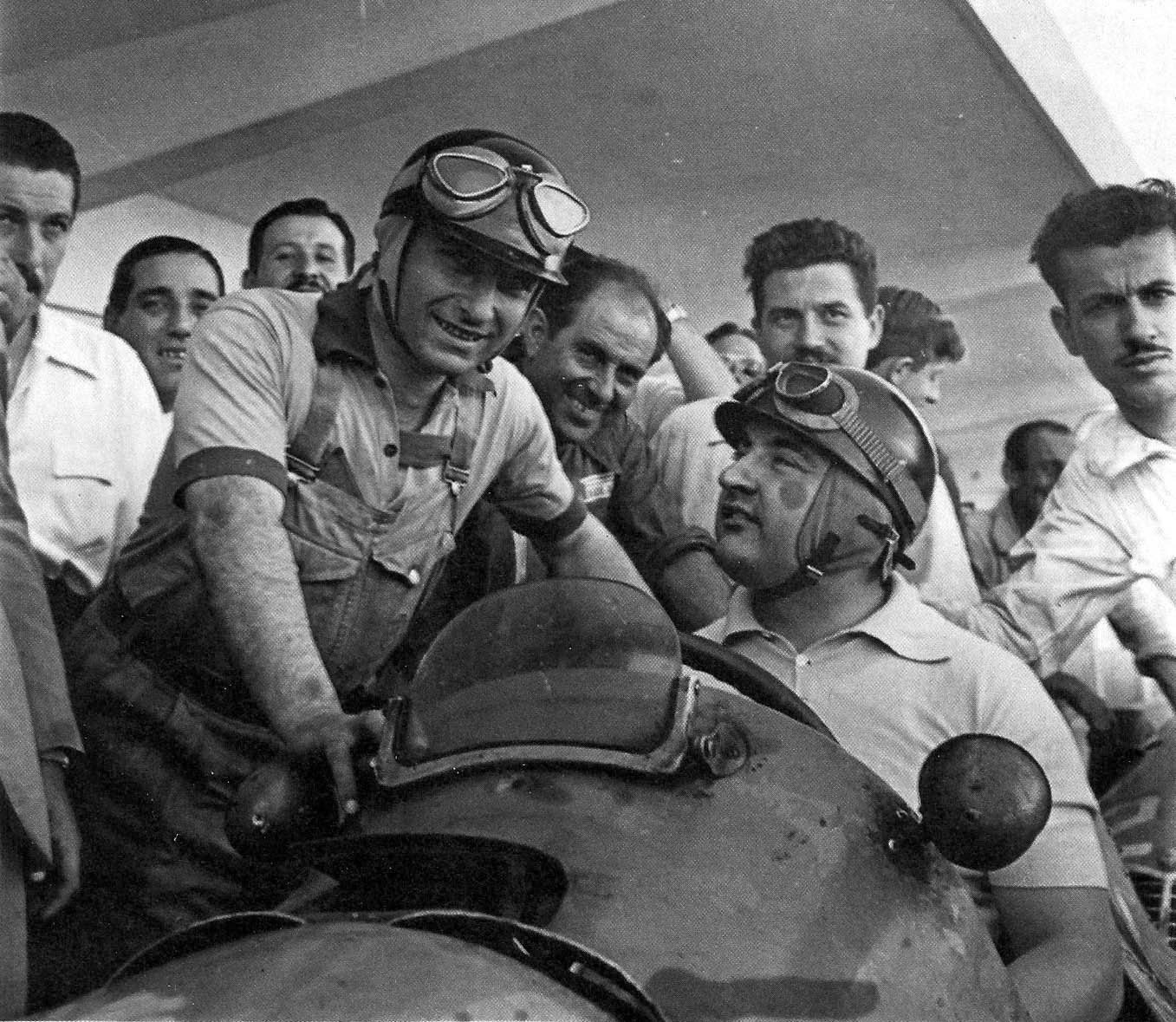
Juan Manuel Fangio e José Froilán González durante le prove

Il Gran Premio rappresenta la gara inaugurale della stagione, il primo evento di 9 stabiliti nel calendario del campionato, nuovo record nella categoria, superando le stagioni 1951 e 1952, composte entrambe da 8 eventi. Il debutto nel calendario del Gran Premio d'Argentina rende la Formula 1 effettivamente un campionato mondiale, in quanto risulta essere il primo Gran Premio di Formula 1 ufficiale svolto fuori dall'Europa, escludendo le edizioni della 500 Miglia di Indianapolis poiché si corrono seguendo il regolamento della American Championship car racing. Esso è inoltre l'unico Gran Premio a debuttare durante questa stagione e si tratta dell'undicesima denominazione utilizzata nel campionato mondiale, mentre il circuito di Buenos Aires è il dodicesimo a ospitare una gara valida per il campionato mondiale di Formula 1.
La gara si svolge il 18 gennaio, 4 mesi prima rispetto alle precedenti tre stagioni del campionato, iniziate tutte nel mese di maggio.
Al Gran Premio partecipano per la prima volta solo squadre ufficiali, cioè la Scuderia Ferrari, con quattro 500 guidate dai confermati Alberto Ascari, Nino Farina, Piero Taruffi e dal neoacquisto Mike Hawthorn, il quale nella stagione scorsa aveva corso su Cooper private, la Officine Alfieri Maserati, con tre A6GCM guidate da Juan Manuel Fangio, il quale non corre in una competizione ufficiale dal Gran Premio di Spagna 1951, José Froilán González, Felice Bonetto e Óscar Gálvez, l'Equipe Gordini, con quattro Gordini T16 guidate dal trio del 1952 Robert Manzon, Maurice Trintignant, Jean Behra e da Carlos Menditeguy e una Simca-Gordini T15 condotta da Pablo Birger, e la debuttante Cooper Car Company, con due T20 guidate da Alan Brown e Adolfo Schwelm Cruz e una T23 da John Barber.
Nonostante la squadra ufficiale della Cooper abbia esordito in Formula 1 solo nel 1953, alcune vetture del costruttore britannico sono state utilizzate privatamente sin dalla stagione 1950, quando lo statunitense Harry Schell partecipò al Gran Premio di Monaco su una T12. Nessuna Cooper ha invece corso nel 1951, mentre nel 1952 il modello T20 ha preso parte a sei gare su otto.

## Qualifiche

### Risultati
Nella sessione di qualifica si è avuta questa situazione:
| Pos | Nº | Pilota                | Costruttore           | Tempo  | Griglia |
| --- | -- | --------------------- | --------------------- | ------ | ------- |
| 1   | 10 | Alberto Ascari        | Ferrari               | 1'55"4 | 1       |
| 2   | 2  | Juan Manuel Fangio    | Maserati              | 1'56"1 | 2       |
| 3   | 14 | Luigi Villoresi       | Ferrari               | 1'56"5 | 3       |
| 4   | 12 | Nino Farina           | Ferrari               | 1'57"1 | 4       |
| 5   | 4  | José Froilán González | Maserati              | 1'58"5 | 5       |
| 6   | 16 | Mike Hawthorn         | Ferrari               | 1'59"4 | 6       |
| 7   | 28 | Maurice Trintignant   | Gordini               | 2'00"4 | 7       |
| 8   | 26 | Robert Manzon         | Gordini               | 2'00"9 | 8       |
| 9   | 8  | Óscar Gálvez          | Maserati              | 2'01"3 | 9       |
| 10  | 32 | Carlos Menditeguy     | Gordini               | 2'01"8 | 10      |
| 11  | 30 | Jean Behra            | Gordini               | 2'02"6 | 11      |
| 12  | 20 | Alan Brown            | Cooper-Bristol        | 2'03"2 | 12      |
| 13  | 24 | Adolfo Schwelm Cruz   | Cooper-Bristol        | 2'03"7 | 13      |
| 14  | 34 | Pablo Birger          | Simca-Gordini-Gordini | 2'03"8 | 14      |
| 15  | 6  | Felice Bonetto        | Maserati              | 2'04"2 | 15      |
| 16  | 22 | John Barber           | Cooper-Bristol        | 2'06"8 | 16      |

## Gara

### Resoconto
A seguito della decisione del presidente Juan Domingo Perón di consentire il libero accesso al circuito, oltre 160 000 spettatori si sono presentati all'autodromo, contro la sua capienza massima di 70 000 persone. Questo sovrannumero ha fatto sì che il pubblico si accalcasse sino ai bordi della pista.
Alberto Ascari alla partenza mantiene la testa seguito da José Froilán González, partito dalla quinta posizione ma già secondo in gara. Seguono Juan Manuel Fangio e Nino Farina, mentre Piero Taruffi parte male e perde molte posizioni. Al ventesimo giro la Cooper di Adolfo Schwelm Cruz perde una ruota che finisce tra il pubblico, ferendo parecchie persone. Al trentunesimo giro qualcuno tenta di attraversare la pista e Farina, cercando di evitarlo all'ultimo, finisce tra gli spettatori uccidendo 7 persone; l'italiano se la cava solo con qualche ferita alle gambe. La gara non viene sospesa e i soccorsi arrivano sul luogo dell'incidente. Un'ambulanza, che viaggiava in senso opposto, esce di pista e uccide altri due tifosi. Nel frattempo avviene un altro incidente che coinvolge Alan Brown, il quale ha investito e ucciso un bambino.
Al trentaseiesimo giro Fangio è costretto al ritiro a causa di un guasto alla trasmissione. 
Ascari vince la settima gara di fila stabilendo un record che verrà eguagliato solo 51 anni dopo da Michael Schumacher e in seguito da Nico Rosberg e battuto solo nella stagione 2013 da Sebastian Vettel, trionfante in 9 Gran Premi consecutivamente. In questa corsa segna inoltre il settimo giro più veloce consecutivo, stabilendo un ulteriore primato ancora imbattuto. per vedere un pilota italiano che vince all'primo gran premio della stagione e andando in testa al mondiale bisognerà attendere 52 anni dopo al Gran premio d'Australia del 2005 con la vittoria di Fisichella sulla Renault.

### Risultati
I risultati del Gran Premio sono i seguenti:
| Pos | Nº | Pilota                           | Costruttore           | Giri | Tempo/Ritiro  | Griglia | Punti |
| --- | -- | -------------------------------- | --------------------- | ---- | ------------- | ------- | ----- |
| 1   | 10 | Alberto Ascari                   | Ferrari               | 97   | 3h01'04"6     | 1       | 9     |
| 2   | 14 | Luigi Villoresi                  | Ferrari               | 96   | +1 giro       | 3       | 6     |
| 3   | 4  | José Froilán González            | Maserati              | 96   | +1 giro       | 5       | 4     |
| 4   | 16 | Mike Hawthorn                    | Ferrari               | 96   | +1 giro       | 6       | 3     |
| 5   | 8  | Óscar Gálvez                     | Maserati              | 96   | +1 giro       | 9       | 2     |
| 6   | 30 | Jean Behra                       | Gordini               | 94   | +3 giri       | 11      |       |
| 7   | 28 | Maurice Trintignant Harry Schell | Gordini               | 91   | +6 giri       | 7       |       |
| 8   | 22 | John Barber                      | Cooper-Bristol        | 90   | +7 giri       | 16      |       |
| 9   | 20 | Alan Brown                       | Cooper-Bristol        | 87   | +10 giri      | 12      |       |
| Rit | 26 | Robert Manzon                    | Gordini               | 67   | Ruota         | 8       |       |
| Rit | 2  | Juan Manuel Fangio               | Maserati              | 36   | Trasmissione  | 2       |       |
| Rit | 6  | Felice Bonetto                   | Maserati              | 31   | Trasmissione  | 15      |       |
| Rit | 12 | Nino Farina                      | Ferrari               | 30   | Incidente     | 4       |       |
| Rit | 32 | Carlos Menditeguy                | Gordini               | 24   | Cambio        | 10      |       |
| Rit | 34 | Pablo Birger                     | Simca-Gordini-Gordini | 21   | Differenziale | 14      |       |
| Rit | 24 | Adolfo Schwelm Cruz              | Cooper-Bristol        | 20   | Ruota         | 13      |       |

Alberto Ascari riceve un punto addizionale per aver segnato il giro più veloce della gara.

## Classifica mondiale
| Pos | Pilota                | Punti |
| --- | --------------------- | ----- |
| 1   | Alberto Ascari        | 9     |
| 2   | Luigi Villoresi       | 6     |
| 3   | José Froilán González | 4     |
| 4   | Mike Hawthorn         | 3     |
| 5   | Óscar Gálvez          | 2     |

## Polemiche dopo la gara
A seguito dell'incidente avvenuto in gara, la stampa argentina ha scagionato il pilota italiano Nino Farina e ha invece accusato l'inefficienza del servizio d’ordine in alcuni settori dell'autodromo e l'imprudenza degli spettatori che non si sono tenuti a una distanza di sicurezza dalla pista.
Il quotidiano italiano La Stampa, sul numero pubblicato il 21 gennaio riporta le parole di Guillermo Jiminez, corrispondente sportivo di un gruppo di giornali cileni:
Il bilancio ufficiale degli incidenti avvenuti in gara è di 10 morti e 26 feriti.